# Svatováclavské nakladatelství
Svatováclavské nakladatelství (auch Dědictví sv. Václava deutsch Verlag des Heiligen Wenzel oder auch Erbe des Heiligen Wenzel) war ein  tschechischer Verlag, der sich gegen die Reformatoren richtete. Er wurde von dem Jesuiten Matěj Václav Šteyer und seiner Mutter Marie Šteyerová 1669 in Prag gegründet. In den mehr als einhundert Jahren seiner Existenz erschienen bis 1790 mehr als 80.000 tschechische Bücher. Meist handelte es sich um katholische Glaubensschriften.